# Gliptoteka
Gliptoteka (grško Glyptothek, sestavljenka iz: glyptos, izrezan + teka / theke /, škatla, shramba) je sistematično urejena zbirka, tudi muzej ali oddelek muzeja kamnorezov ali kiparskih del. Izraz Gliptoteka je izumil knjižničar bavarskega kralja Ludvika I.
Gliptoteka je bila prvotno zbirka umetniško oblikovanih draguljev (gema, kameja...); pozneje zbirka antičnih kipov. 
Znane so gliptoteke:
- Najbolj znana gliptoteka v renesansi je bila zbirka kiparskih del Lorenza Medičejskega v Firencah.
- Glyptothek München v Münchnu, ki jo je gradil (1816-1830) L. von Klenze,
- Ny Carlsberg Glyptotek v Kopenhagnu in
- Gliptoteka (Atene), Muzej moderne skulpture
- Gliptoteka Akademije za likovno umetnost Dunaj
- Gliptoteka Hrvaške akademije znanosti in umetnosti v Zagrebu